# Grigore Brezeanu
Grigore Brezeanu (n. 1 august 1891, comuna Micșunești-Greci, județul Ilfov - d. 23 mai 1919, Cluj-Napoca) a fost un regizor, scenarist și actor român de film. 

## Biografie
Grigore Brezeanu s-a născut la data de 1 august 1891, în comuna Micșunești-Greci (astăzi în județul Ilfov). Era fiul marelui actor Iancu Brezeanu.
A absolvit în anul 1910 Conservatorul de Artă Dramatică din București, secția actorie. În urma unei anchete efectuate de către ziarul „Cuvântul”, în 1933, asupra începuturilor filmului românesc, s-a ajuns la concluzia - nesusținută de documente totuși - că Brezeanu ar fi fost regizorul Independenței României (1912), în care joacă Aristide Demetriade, Constantin Nottara, Aurel Athanasiu, Jeni Metaxa-Doro, Elvira Popescu, Alexandru Mihalesco. Această informație s-a perpetuat multă vreme. În anul 1985, criticul de film Tudor Caranfil a descoperit însă caietele de regie ale lui Aristide Demetriade, din care reieșea clar că acesta fusese adevăratul regizor al peliculei. Totodată, Caranfil a concluzionat logic că tânărul Brezeanu nu putea fi decât animatorul filmului, cel care, printre altele, l-a atras pe Leon Popescu să finanțeze lucrarea - lucru deloc de neglijat pentru continuarea filmului.
A murit în anul 1919 la Cluj, la vârsta de 28 ani. A fost înmormântat în Cimitirul „Sf. Vineri” din București.

## Filmografie

### Ca regizor
- Amor fatal (1911)
- Înșir'te mărgărite (1911) - în colaborare cu Aristide Demetriade
- Marina de război română (1913)
- Industria petrolului (1913)
- Industria lemnului (1913)
- Călimănești (1913)

### Ca scenarist
- Amor fatal
- Înșir'te mărgărite (1911) - în colaborare cu Aristide Demetriade

### Ca actor
- Amor fatal

### Ca producător
- Independenței României (1912), alături de Leon Popescu, Societatea actorilor Teatrului Național din București și Pascal Vidrașcu.